# Mindenki megvan
A Mindenki megvan (eredeti cím: Everybody's Fine) 2009-ben bemutatott amerikai filmdráma, melyet Kirk Jones írt és rendezett. A főbb szerepekben Robert De Niro, Drew Barrymore, Sam Rockwell és Kate Beckinsale látható. A film az 1990-es olasz Mindenki jól van remake-je.
Az Amerikai Egyesült Államokban 2009. december 4-én mutatták be a mozikban. Bevételi szempontból rosszul teljesített és a kritikusok sem fogadták lelkesen – De Niro színészi alakítását azonban dicsérettel illették.

## Rövid történet
Egy nyugdíjas, özvegy férfi úgy dönt, egyesével felkeresi régen látott gyermekeit.

## Cselekmény
|  | Alább a cselekmény részletei következnek! |

Frank Goode évekig dolgozott egy kábelgyárban, hogy felnevelhesse négy gyerekét. Idős korára a gyerekei négy különböző amerikai városban telepedtek le. Felesége halála után teljesen egyedül marad kertvárosi házában. Megpróbálja összeterelni családját egy közös ebédre, de az utolsó este mindenki lemondja a családi összejövetelt. Ezért Frank elhatározza, meglepi őket és személyesen látogatja végig két fiát és két lányát. Azonban az orvosa nem engedi repülőre szállni, így kénytelen busszal és vonattal nekivágni az útnak.
Első állomása New York, ahol David él. David festőművész lett. Frank nem találja otthon, ezért továbbutazik lányához, Amyhez és unokájához, Jackhez. Azonban rosszkor érkezik, mindenki nagyon elfoglalt. Jackkel golfozás közben elbeszélget, és megtudja, hogy az iskola nem megy olyan jól, mint ahogyan ő hallotta Amytől. Megérkezik Amy férje is, Jack mostohaapja, akivel az unokája rossz viszonyban van.
Frank reggel továbbindul a második fiához, Roberthez, akiről úgy tudja, hogy karmester. A találkozáskor döbben rá, hogy fia nem karmester, hanem csak egy dobos (ráadásul még dohányzik is, amit Frank ki nem áll). Ettől igen csalódott lesz. Robert azt hazudja neki, hogy nem tud vele több időt tölteni, mert európai turnéra indul másnap. Így ő busszal továbbutazik Las Vegasba.
Las Vegasban találkozik lányával, Rosieval. Rosie táncosnő egy kaszinóban. Szerette volna elvinni apját egy különleges étterembe, de barátnője rábízza a kisbabáját, így mindketten otthon maradnak.
Frank másnap reggel hazaindul otthonába repülővel. A repülő viharba kerül és közben Frank szívrohamot kap. Sokkos állapotában azt álmodja, hogy újra együtt a család, mind a négy gyereke még kicsi, és ott ülnek együtt az asztalnál a kertben. Frank kérdőre vonja őket, hogy miért hazudtak neki. Rájön, hogy Amy már különél a férjétől, unokája ezért volt ellenszenves a mostohaapjával. Robert nem is utazott Európába, Rosienak pedig már gyereke is van, a kisbaba, akire vigyáztak. Egyedül Davidről nem tud meg semmi érdemlegeset.
Mikor felébred, a kórházban a családja veszi körül. Örül, hogyha csak így is, de sikerült összehozni őket. David azonban most is hiányzik. Amy közli vele a rossz hírt: David Mexikóba utazott, ahol drogügybe keveredett, majd meghalt. Franket nagyon megviseli a dolog, és megígérteti a Amyvel, Rosieval és Roberttel, hogy karácsonykor mindenféleképp hazajönnek meglátogatni őt.
Karácsonykor Frank elégedetten veszi ki a pulykát a sütőből és ül a többiekhez, a megterített asztalhoz. Elégedetten állapítja meg, hogy Mindenki megvan!

## Szereplők
| Színész           | Szerep                | Magyar hang     |
| ----------------- | --------------------- | --------------- |
| Robert De Niro    | Frank Goode           | Reviczky Gábor  |
| Drew Barrymore    | Rosie Goode           | Szávai Viktória |
| Kate Beckinsale   | Amy Goode             | Pálfi Kata      |
| Sam Rockwell      | Robert Goode          | Anger Zsolt     |
| Austin Lysy       | David Goode           |                 |
| Katherine Moennig | Jilly, Rosie partnere |                 |
| Melissa Leo       | Colleen, kamionsofőr  |                 |
| Lucian Maisel     | Jack, Amy fia         | Timon Barna     |

## Fordítás
- Ez a szócikk részben vagy egészben  az   Everybody's Fine (2009 film) című angol Wikipédia-szócikk fordításán alapul.  Az eredeti cikk szerkesztőit annak laptörténete sorolja fel. Ez a jelzés csupán a megfogalmazás eredetét és a szerzői jogokat jelzi, nem szolgál a cikkben szereplő információk forrásmegjelöléseként.